# Jerzy Wójcik (choreograf)

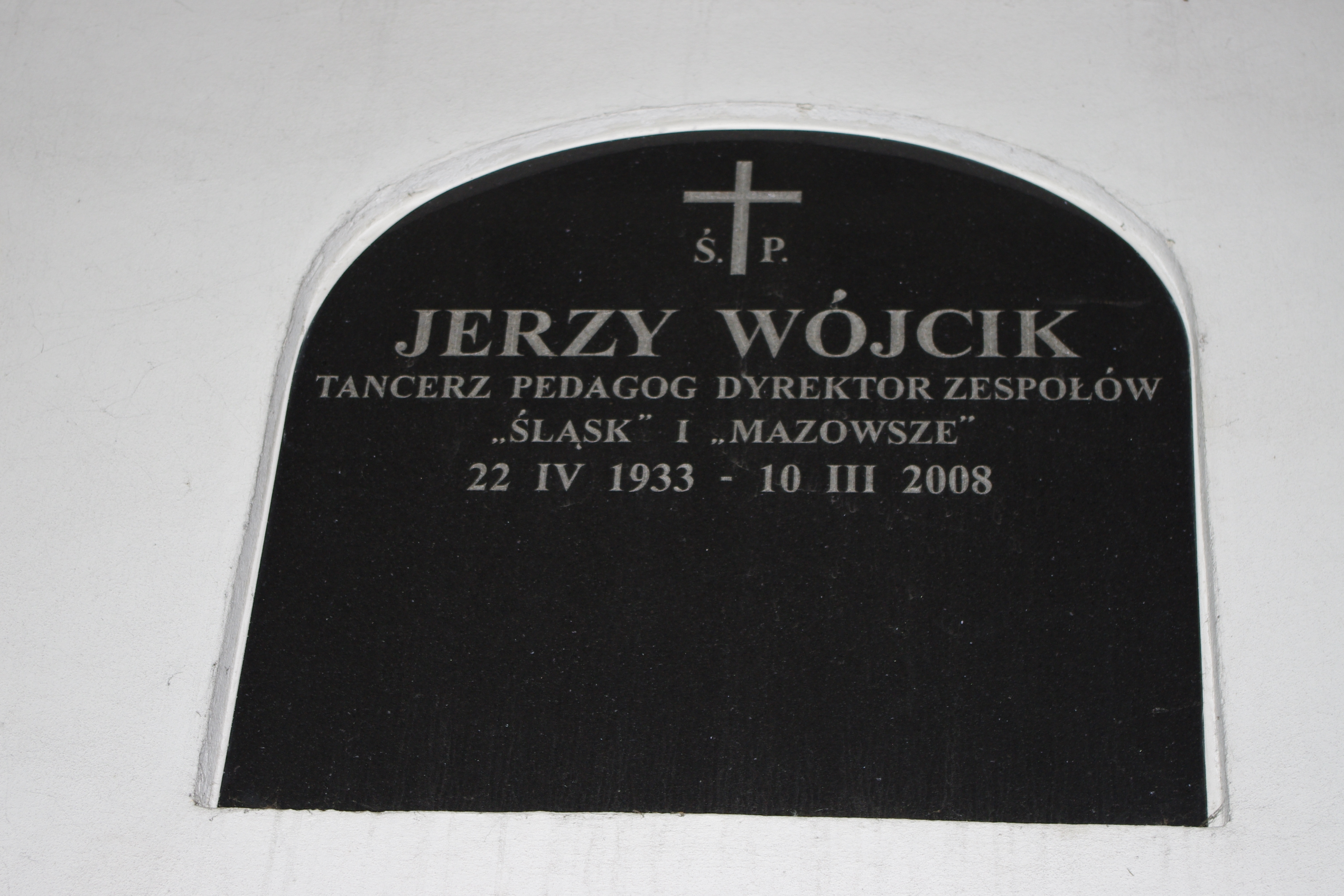
Grób Jerzego Wójcika w katakumbach na Starych Powązkach w Warszawie

Jerzy Wójcik (ur. 22 kwietnia 1933 w Dąbrówce Wielkiej, obecnie dzielnicy Piekar Śląskich, zm. 10 marca 2008 w Katowicach) – polski artysta baletu, choreograf, pedagog i folklorysta.

## Życiorys
Swoją drogę zawodową rozpoczął jako tancerz w zespole „Śląsk”, na początku jego istnienia w 1953 r. Był wychowankiem i wieloletnim współpracownikiem Stanisława Hadyny, Elwiry Kamińskiej i Miry Zimińskiej–Sygietyńskiej.
Pracą artystyczną „Śląska” kierował od śmierci Stanisława Hadyny w styczniu 1999 jako dyrektor artystyczny przywiązywał wielką wagę do utrzymania w zespole „hadynowskiego” wizerunku artystycznego. Jednocześnie wzbogacał ofertę repertuarową o nowe programy. Utrzymywał stały kontakt z muzeami etnograficznymi, autorytetami w dziedzinie tańców ludowych, narodowych i strojów ludowych oraz z twórcami ludowymi.
Przez ponad 20 lat był też choreografem i kierownikiem artystycznym Regionalnego Zespołu Pieśni i Tańca „Juhas” z Ujsołów, dla którego opracował kilka programów artystycznych. Pod jego kierunkiem „Juhas” zdobył wiele cennych nagród na krajowych i międzynarodowych festiwalach folklorystycznych.
Wójcik ukończył w Warszawie Państwowe Zaoczne Studium Kultury i Oświaty Dorosłych, był członkiem Polskiego Towarzystwa Etnochoreologicznego. Wiedzę z zakresu muzyki, tańca i stroju ludowego oraz narodowego zdobywał u znanych i cenionych pedagogów i animatorów kultury ludowej i narodowej.
Był konsultantem zespołów folklorystycznych, współorganizatorem krajowych i zagranicznych warsztatów choreograficznych, jurorem wielu przeglądów i konkursów ludowych zespołów artystycznych.
W 2006 został odznaczony srebrnym medalem Zasłużony Kulturze Gloria Artis, natomiast w 2008 roku został pośmiertnie laureatem Nagrody im. Wojciecha Korfantego.
Śląsk pożegnał choreografa w czasie nabożeństwa, które w katowickiej archikatedrze odprawił abp metropolita górnośląski Damian Zimoń 13 marca 2008. Dnia 17 marca 2008 roku Jerzy Wójcik został pochowany w katakumbach na cmentarzu Powązkowskim (rząd 94-3).